# Puntius sealei
Puntius sealei är en fiskart som först beskrevs av Herre, 1933.  Puntius sealei ingår i släktet Puntius och familjen karpfiskar. Inga underarter finns listade i Catalogue of Life.